# Ulica św. Mikołaja we Wrocławiu
Ulica św. Mikołaja – jedna z dwóch ulic we wrocławskim Starym Mieście, łączących niegdyś Rynek ze znajdującą się na zachód od niego nieistniejącą już Bramą Mikołajską (tą drugą ulicą jest ulica Ruska), od której bierze nazwę (do 1945 Nikolai Straße).
W średniowieczu (wraz z ulicami Ruską, Oławską, Świdnicką i Piaskową) była jedną z głównych arterii komunikacyjnych Wrocławia.
Przy ulicy św. Mikołaja, przy samym Rynku, znajduje się kościół św. Elżbiety. Na drugim końcu ulicy, niedaleko dawnej Bramy Mikołajskiej, znajduje się dzisiejszy prawosławny sobór Narodzenia Przenajświętszej Bogurodzicy, dawniej kościół pod wezwaniem św. Barbary.
Ulica liczy około 600 metrów i w połowie długości przecięta jest wytyczoną w latach 70. XX wieku wrocławską trasą W-Z. Wyburzenia związane z przeprowadzeniem trasy W-Z oszczędziły stojący na rogu ulicy św. Mikołaja i trasy budynek Szpitala Bożego Grobu.

## Zabytkowe kamienice przy ulicy św. Mikołaja
- Numer 10
- Numer 13
- Numer 41
- Numer 43